# Egon Eigenthaler
Egon Eigenthaler (* 26. September 1938 in Plochingen) ist ein deutscher Werbegrafiker und ehemaliger Politiker der Republikaner.

## Beruflicher Werdegang
Nach einer Lehre als Schauwerbegestalter in Stuttgart hatte Eigenthaler 1960–1985 ein eigenes Atelier für Werbegrafik. Er war für mittelständische Unternehmen verschiedener Branchen und Kommunen im Landkreis Esslingen tätig. In verschiedenen Drucktechniken bildete er sich beim Werbefachverband fort, ebenso besuchte er einen Lehrgang als Großhandelskaufmann. 1985–1992 war Eigenthaler bei einem Elektrowerkzeughersteller vorwiegend für Messeplanung- und gestaltung angestellt.

## Politische Karriere
Von 1992 bis 1996 war er Berater der Landtagsfraktion Die Republikaner. Eigenthaler war 1984 einer der Mitbegründer des Landesverbandes der Republikaner Baden-Württemberg und Mitglied im Landesvorstand bis 1987. Anschließend war er 1987–1988 Kreisvorsitzender des Kreisverbandes Esslingen/Göppingen. Seit 1989 war er als Fraktionsvorsitzender der Republikaner im Kreistag Esslingen tätig, seit 1994 als Mitglied der Regionalversammlung Stuttgart. Eigenthaler war Mitglied des Landtages von Baden-Württemberg von April 1996 bis Mai 2001 durch ein Zweitmandat im Wahlkreis Nürtingen. Im März 2011 trat Eigenthaler aus der Partei aus, nachdem er zuvor bei der Landtagswahl 2011 den Einzug in den Landtag verpasst hatte. Inzwischen ist er aus allen politischen Ämtern ausgeschieden.

## Privates
Eigenthaler ist verheiratet und hat zwei Söhne, er lebt in Nürtingen.